# زادراکارتا
زادراکارتا (τὰ Ζαδρακάρτα) نامی است که توسط مورخان یونانی برای اشاره به بزرگترین شهر شَهرَبی هیرکانی در دورهٔ هخامنشیان استفاده شده است. این شهر یک اقامتگاه سلطنتی مستحکم‌سازی شده بود.
مکان دقیق این شهر نامشخص است. برخی آن را با شهر ساری مطابق می‌دانند. با این حال، براساس دانشنامهٔ ایرانیکا، مکان محتمل‌تر قلعهٔ خندان واقع در جنوب غربی شهر گرگان است. قلعهٔ خندان تپهٔ بزرگی به ابعاد ۲۲۰ در ۳۰۰ متر و ارتفاع  حدود ۴۰ متر است.